# Tress MacNeille
Tress MacNeille (ur. 20 czerwca 1951 w Chicago) – amerykańska aktorka głosowa, która jest znana przede wszystkim z różnych głosów podkładanych w telewizyjnych serialach Simpsonowie i Futurama. Jej najbardziej rozpoznawane role to Agnes Skinner, Brandine Spuckler i Lindsey Naegle w Simpsonach oraz Mom w Futuramie.
Udzielała swojego głosu także postaciom w wielu innych programach i kreskówkach, m.in.:
- Dot Warner, Siostra (Hello Nurse) i hipopotamica Marita (Marita the Hippo) z Animaniaków (Animaniacs);
- Króliczka Kinia (Babs Bunny) i Rhubella (Rhubella Rat) z Przygód Animków (Tiny Toon Adventures);
- Charlotte Pickles z Pełzaków (Rugrats);
- Chip i Gadget z Chip i Dale: Brygada RR (Chip ’n Dale Rescue Rangers);
- Twinkle z Twinkle – przybysz z Krainy Marzeń (Twinkle, the Dream Being);
- Wendy, kolega Richarda z Świnka Gordy (Gordy).

## Filmografia
- Czarnoksiężnik z krainy Oz
- Dave Barbarzyńca
- Pan Boguś
- Twinkle – przybysz z Krainy Marzeń
- Pradawny ląd
- Pradawny ląd 2: Przygoda w Wielkiej Dolinie
- Pradawny ląd 3: Czas wielkich darów
- Pradawny ląd 4: Podróż przez mgły
- Pradawny ląd 5: Tajemnicza wyspa
- Pradawny ląd 7: Kamień zimnego ognia
- Pradawny ląd 8: Wielki chłód
- Pradawny ląd 9: Wyprawa nad Wielką Wodę
- Rozczarowani jako królowa Oona